# Resolhardschuim
Resolhardschuim is een cfk- en hcfk-vrij isolatiemateriaal met als basisgrondstof bakeliet.
Resolhardschuim is een beter isolerend materiaal dan de traditionele isolatiematerialen en heeft als eigenschap dat het een zeer goed brandgedrag heeft. Een bijkomend voordeel is dat wanneer het verbrandt er bijna geen rookontwikkeling is met zeer weinig toxische gassen (in tegenstelling tot andere materialen). Het heeft een lambdawaarde (warmtegeleidingscoëfficiënt) van 0,020 W/m·K (initieel). Het resolhardschuim heeft een gesloten celstructuur en wordt tijdens het productieproces uiteindelijk tot schuim gevormd.